# Lobo frontale
Il lobo frontale è una struttura anatomica situata nella parte anteriore di ciascun emisfero cerebrale (di fronte al lobo parietale e al lobo temporale), ed è il più grande dei quattro lobi principali della corteccia cerebrale nel cervello dei mammiferi.
I suoi limiti sono rappresentati dalle scissure centrale e laterale, sulla faccia laterale, e dalla scissura limbica, sulla faccia mediale. Anteriormente, esso presenta una sporgenza che costituisce il polo frontale dell'emisfero corrispondente.

## Organizzazione anatomica

### Faccia laterale
La faccia laterale del lobo frontale è separata dal lobo temporale, in posizione inferiore, per mezzo della scissura laterale (di Silvio), e dal lobo parietale, in posizione posteriore, dalla scissura centrale (di Rolando). Davanti a quest'ultima si può individuare un'altra scissura verticale, detta solco precentrale, che segna il limite anteriore della circonvoluzione precentrale (o prerolandica). Dal solco precentrale prendono origine altre due scissure a decorso pressoché orizzontale, il solco frontale superiore e il solco frontale inferiore, che si dirigono verso il polo frontale.
Questi tre solchi (precentrale, frontale superiore, frontale inferiore) individuano quattro circonvoluzioni sulla faccia laterale del lobo frontale, e cioè: la circonvoluzione frontale ascendente o precentrale o prerolandica, verticale, compresa tra la scissura precentrale e la scissura centrale (di Rolando); la circonvoluzione frontale superiore, orizzontale, compresa tra il solco frontale superiore e il margine superiore del lobo frontale; la circonvoluzione frontale media, orizzontale, compresa tra il solco frontale superiore e il solco frontale inferiore (e ulteriormente divisa a metà da una scissura poco profonda parallela ai due solchi); e la circonvoluzione frontale inferiore, orizzontale, compresa tra il solco frontale inferiore e la scissura laterale (di Silvio). Di particolare interesse sulla faccia laterale del lobo frontale sono da rilevare due zone: l'area motrice primaria (area 4 di Brodmann), localizzata nella circonvoluzione precentrale; e l'area di Broca, corrispondente all'opercolo della circonvoluzione frontale inferiore, sede del principale centro per la coordinazione motoria del linguaggio.

### Faccia mediale
La faccia mediale del lobo frontale guarda verso la faccia mediale dell'emisfero controlaterale, ed è separata dalla faccia laterale per mezzo del margine superiore dell'emisfero, e dal lobo limbico per mezzo della scissura limbica. È costituita dalla sola circonvoluzione frontale interna, che segue il decorso della circonvoluzione limbica sottostante. Al suo estremo posteriore, essa accoglie parte del lobulo paracentrale, grossa piega di passaggio tra le circonvoluzioni precentrale e postcentrale.

### Faccia inferiore
La faccia inferiore (od orbitaria) del lobo frontale poggia sulle cavità orbitarie, scavate nello spessore dell'osso frontale. È percorsa in senso anteroposteriore da due scissure, i solchi orbitari, che individuano i confini delle circonvoluzioni orbitarie mediale, intermedia e laterale. Un'ulteriore scissura, il solco olfattivo, accoglie nella sua compagine il bulbo olfattivo.

## Funzioni
L'intera corteccia frontale può essere considerata la "corteccia dell'azione", così come la corteccia posteriore è considerata la "corteccia sensoriale". È deputata ad azioni di vario tipo: movimenti scheletrici, movimenti oculari, controllo del linguaggio ed espressione delle emozioni. Negli esseri umani, la parte più grande della corteccia frontale, la corteccia prefrontale (PFC), è responsabile dell'azione mentale interna e intenzionale, comunemente chiamata ragionamento o anche sintesi prefrontale. La funzione della PFC implica la pianificazione del comportamento e la capacità di proiettare le conseguenze future derivanti dalle azioni attuali. Le funzioni della PFC includono anche la gestione delle risposte emotive e la soppressione di risposte socialmente inaccettabili, attraverso le connessioni tra essa e il sistema limbico.
Il lobo frontale è in particolare la PFC è l'ultima area del cervello a raggiungere il pieno sviluppo, che si raggiunge negli esseri umani non prima dei 20-25 anni.